# Kretének klubja
A Kretének klubja (angolul: The League of Gentlemen) brit vígjáték-horror sitcom, amelyet 1999-ben mutattak be a BBC Two-n. A sorozat egy észak-angliai városban, Royston Vaseyben játszódik, és bizarr karakterek életét követi nyomon, akik többségét a sorozat négy írója közül hárman alakítanak – Mark Gatiss, Steve Pemberton és Reece Shearsmith – akik Jeremy Dysonnal, a negyedik íróval együtt 1995-ben megalakították a The League of Gentlemen vígjátékcsapatot.

## Története
A League of Gentlemen négy tagja közül hárman (Steve Pemberton, Mark Gatiss és Reece Shearsmith) a Bretton Hall Collegeban ismerkedtek meg. Gatiss és Pemberton évfolyamtársak voltak, Shearsmithtel először egy musical készítésén találkoztak. A negyedik tagot – Jeremy Dysont – Gatiss egy közös ismerősükön keresztül ismerte meg. Dyson nem színészkedik, de van néhány kis szerepe a sorozatban. 
A színpadi műsor 1994 végén kezdődött, és nem sokkal később a csapat felvette egy 1960-as Jack Hawkins film címét, így lett a nevük The League of Gentlemen. 1997-ben elnyertek egy Perrier-díjat az Edinburgh Festival Fringe-n, majd ugyanebben az évben debütált a BBC Radio 4-on az On the Town with the League of Gentlemen rádiósorozatjuk. A sorozat a kitalált Spent városban játszódik, hat epizódból áll. 
1999-ben a műsor átkerült a BBC Two-ra, és gyorsan kultikus követőkre tett szert. Átkeresztelték a várost Royston Vaseyre – Roy Chubby Brown humorista igazi nevére, aki a második évadban meg is jelenik a sorozatban, mint Royston Vasey polgármestere. A sorozatnak három évadja készült, az első 1999-ben, a második 2000-ben, a harmadik pedig 2002-ben. A sorozat második évada után 2000 decemberében megjelent egy karácsonyi különkiadás, a Yule Never Leave! majd 2001-ben a csapat színpadra lépett a The League of Gentlemen: Live at Drury Lane című színpadi produkcióval. A harmadik évadot 2005-ben követte a The League of Gentlemen's Apocalypse című film és a The League of Gentlemen Are Behind You! című színpadi produkció. 
A sorozat forgatása főként Derbyshire északi részén, Hadfield városában zajlott. Az első és a második évadban nevetősáv volt úgy, hogy meghívtak egy stúdióközönséget, hogy nézze meg az elkészült epizódokat. A nevetősávot kihagyták a karácsonyi különkiadásból és a harmadik évadból.
2005 elején a BBC közvetítette a Comic Aid-et, ami egy jótékonysági előadás volt, Shearsmithnek, Gatissnek és Pembertonnak egy skeccsje volt. Ebben a két legnépszerűbb karakter, Papa Lazarou és Tubbs elrabolta Miranda Richardsont.
Shearsmith és Pemberton 2009-ben közösen létrehoztak egy másik fekete vígjátéksorozatot, a Psychoville-t, Gatiss egy epizódban szerepel. 2008 májusában Shearsmith megerősítette, hogy bár ő és Pemberton a többi League of Gentlemen tag nélkül készítené a Psychoville-t, a jövőben majd újra egyesülnek.
2010. október 28-án Halloween alkalmából a BBC 4 sugárzott egy egyszeri rádióműsort, a The League of Gentlemen's Ghost Chase-t. Más műsoroktól eltérően ez nem egy forgatókönyv szerinti fekete vígjáték volt, hanem egy dokumentumfilm arról, hogy a tagok az Ancient Ram Innben töltenek egy éjszakát, amely állítólag az Egyesült Királyság legkísértetesebb szállodája.
2012-ben Gatiss, Pemberton és Shearsmith közösen szerepeltek a Horrible Histories negyedik évadjában is, amelyben amerikai filmproducereket alakítanak, akik történelmi személyektől filmbemutatókat hallgatnak meg.
Shearsmith és Pemberton később létrehoztak egy harmadik fekete vígjátéksorozatot is, az Inside No. 9-t. Az antológiasorozatot 2014-ben mutatták be a BBC Two-n. 2022-ben Gatiss egy epizódban szerepelt.
A BBC 2017 augusztusában bejelentette, hogy három új Kretének klubja epizódot készítenek a csapat BBC Radio 4-ban való első megjelenésének 20. évfordulója alkalmából. Ezeket az epizódokat a BBC Two sugározta 2017. december 18–20. között. Ezután 2018-ban egy új színpadi produkcióval visszatértek, a The League of Gentlemen: Live Again!-nel.

## Epizódok
| Évad | Évad                   | Részek száma           | Részek száma           | Eredeti sugárzás     | Eredeti sugárzás   |
| Évad | Évad                   | Részek száma           | Részek száma           | Évadbemutató         | Évadzáró           |
| ---- | ---------------------- | ---------------------- | ---------------------- | -------------------- | ------------------ |
|      | 1.                     | 6                      | 6                      | 1999. január 11.     | 1999. február 15.  |
|      | 2.                     | 6                      | 6                      | 2000. január 14.     | 2000. február 18.  |
|      | Karácsonyi különkiadás | Karácsonyi különkiadás | Karácsonyi különkiadás | 2000. december 17.   | 2000. december 17. |
|      | 3.                     | 6                      | 6                      | 2002. szeptember 26. | 2002. október 24.  |
|      | 4.                     | 3                      | 3                      | 2017. december 18.   | 2017. december 20. |

### 1. évad (1999)
- "Welcome to Royston Vasey"
- "The Road to Royston Vasey"
- "Nightmare in Royston Vasey"
- "The Beast of Royston Vasey"
- "Love Comes to Royston Vasey"
- "Escape from Royston Vasey"

### 2. évad (2000)
- "Destination: Royston Vasey"
- "Lust for Royston Vasey"
- "A Plague on Royston Vasey"
- "Death in Royston Vasey"
- "Anarchy in Royston Vasey"
- "Royston Vasey and the Monster from Hell"

### Karácsonyi különkiadás
- "Yule Never Leave!"

### 3. évad (2002)
- "The Lesbian And The Monkey"
- "The One-Armed Man Is King"
- "Turn Again Geoff Tipps"
- "The Medusa Touch"
- "Beauty and the Beast (or Come Into My Parlour)"
- "How the Elephant Got Its Trunk"

### 4. évad (2017)
- "Return To Royston Vasey"
- "Save Royston Vasey"
- "Royston Vasey Mon Amour"

## Fordítás
Ez a szócikk részben vagy egészben  a   The League of Gentlemen című angol Wikipédia-szócikk ezen változatának fordításán alapul.  Az eredeti cikk szerkesztőit annak laptörténete sorolja fel. Ez a jelzés csupán a megfogalmazás eredetét és a szerzői jogokat jelzi, nem szolgál a cikkben szereplő információk forrásmegjelöléseként.